# Robert Hersant
Robert Hersant (ur. 31 stycznia 1920 w Vertou, zm. 21 kwietnia 1996 w Saint-Cloud) – francuski polityk i przedsiębiorca, magnat prasowy, parlamentarzysta krajowy i europejski.

## Życiorys
Pod koniec lat 30. zajął się dziennikarstwem. W połowie tej dekady działał w młodzieżowej organizacji socjalistycznej. W 1940, wkrótce po klęsce Francji, założył ruch polityczny „Jeune Front”, opowiadający się za współpracą z niemieckim okupantem. Jeszcze w tym samym roku został zatrudniony w sekretariacie generalnym do spraw młodzieży w administracji kolaborującego z hitlerowcami Państwa Francuskiego. Organizował m.in. nazwane na cześć marszałka Philippe'a Pétaina obozy indoktrynacyjne dla młodzieży w Brévannes. W pierwszym okresie powojennym uniknął odpowiedzialności. W 1945 bez powodzenia wystartował w wyborach lokalnych. W tym samym roku został na okres miesiąca tymczasowo aresztowany, w 1947 za kolaborację został skazany na dziesięcioletnią utratę praw obywatelskich. W 1952 został objęty amnestią. Jego działalność z okresu II wojny światowej wywoływała w dyskusji publicznej kontrowersje, satyryczny tygodnik „Le Canard enchaîné” w związku z nią określał Roberta Hersanta przydomkiem „Herr Sant”.
W okresie powojennym pracował w branży medialnej. Był początkowo wydawcą głównie niskonakładowych miesięczników. Sukces komercyjny odniósł, zakładając w 1950 periodyk motoryzacyjny „L'Auto-Journal”. Następnie przez zawiązaną kompanię Socpresse zaczął skupywać kolejne tytuły prasowe, początkowo głównie gazety lokalne i regionalne (m.in. „La semaine de l'Oise”). Skuteczność w przejmowaniu prasy przyniosła mu w późniejszych latach żartobliwy przydomek „Le Papivore”, stanowiący grę słów pożeranie i gazety.
Powrócił również do działalności politycznej był początkowo związany z Partią Radykalną, następnie z lewicową koalicją FGDS, zaś pod koniec lat 60. z gaullistowską Unią Demokratów na rzecz Republiki. Później współpracował z centrystami, działał w ramach Unii na rzecz Demokracji Francuskiej. W 1953 został merem miejscowości Ravenel, a w 1955 radnym departamentu Oise. W 1956 został wybrany na deputowanego do Zgromadzenia Narodowego z ramienia radykałów, ze wsparciem m.in. SFIO. Jego wybór został unieważniony po parlamentarnej debacie, w której krytykowano go za faszystowską przeszłość. Robert Hersant jeszcze w tym samym roku odzyskał mandat poselski, wygrywając wybory uzupełniające. Wykonywał go do końca kadencji w 1958, a następnie w okresie V Republiki w latach 1958–1978 i 1986–1988. W 1984 z ramienia UDF uzyskał mandat posła do Parlamentu Europejskiego II kadencji. Ponownie wybierany w 1989 i 1994, zasiadał w PE do czasu swojej śmierci w 1996.
Jednocześnie nadal rozbudowywał swojej imperium prasowe. W 1975 nabył „Le Figaro”, największy dziennik konserwatywny we Francji, poprzez swoje dwa przedsiębiorstwa przejął również m.in. „France-Soir”, „L’Aurore”, „Le Dauphiné libéré”, „Paris Normandie”, „Le Courrier de l'Ouest” i „Dernières Nouvelles d’Alsace”. Razem z Silviem Berlusconim zakładał prywatną telewizję La Cinq. Po przemianach politycznych w Europie z 1989 inwestował na nowych rynkach, m.in. był udziałowcem polskiego dziennika „Rzeczpospolita”. Jakiś czas po jego śmierci wchodzące w skład grupy przedsiębiorstwo Socpresse nabył Serge Dassault.